# 중성자 활성화
중성자 활성화(中性子活性化, neutron activation)는 중성자선이 물질에서 방사능을 유도하는 과정으로, 원자핵이 자유 중성자를 포획하여 더 무거워지고 들뜬 상태가 될 때 발생한다. 들뜬 핵은 감마선 또는 베타 입자, 알파 입자, 핵분열 생성물, 중성자(핵분열 시)와 같은 입자를 방출하며 즉시 붕괴한다. 따라서 중성자 포획 과정은 중간 붕괴 이후에도 불안정한 활성화 생성물이 형성는 경우가 많다. 이러한 방사성 핵종은 몇 분의 1초에서 수년에 이르는 반감기를 가질 수 있다.
중성자 활성화는 안정된 물질이 본질적으로 방사능이 되도록 유도할 수 있는 유일한 일반적인 방법이다. 공기, 물, 토양을 포함한 모든 자연 발생 물질은 중성자가 풍부한 방사성 동위 원소의 생성으로 인해 중성자 포획에 의해 다양한 정도의 방사능으로 유도될 수 있다. 일부 원자는 불안정해지기 위해 하나보다 많은 중성자가 필요하므로 핵이 중성자를 이중 또는 삼중으로 포획할 확률이 단일 포획보다 낮아 활성화하기 더 어렵다. 예를 들어 물은 수소와 산소로 구성되어 있다. 수소는 불안정한 삼중수소(수소-3)가 되려면 두 번 포획이 필요하며, 천연 산소(산소-16)는 불안정한 산소-19가 되려면 세 번 포획이 필요하다. 따라서 물은 나트륨과 염소 원자가 각각 한 번만 포집해도 불안정해지는 염화 나트륨(NaCl)에 비해 상대적으로 활성화하기가 어렵다. 이러한 사실은 1946년 크로스로드 작전 핵실험에서 경험되었다.